# Veletta

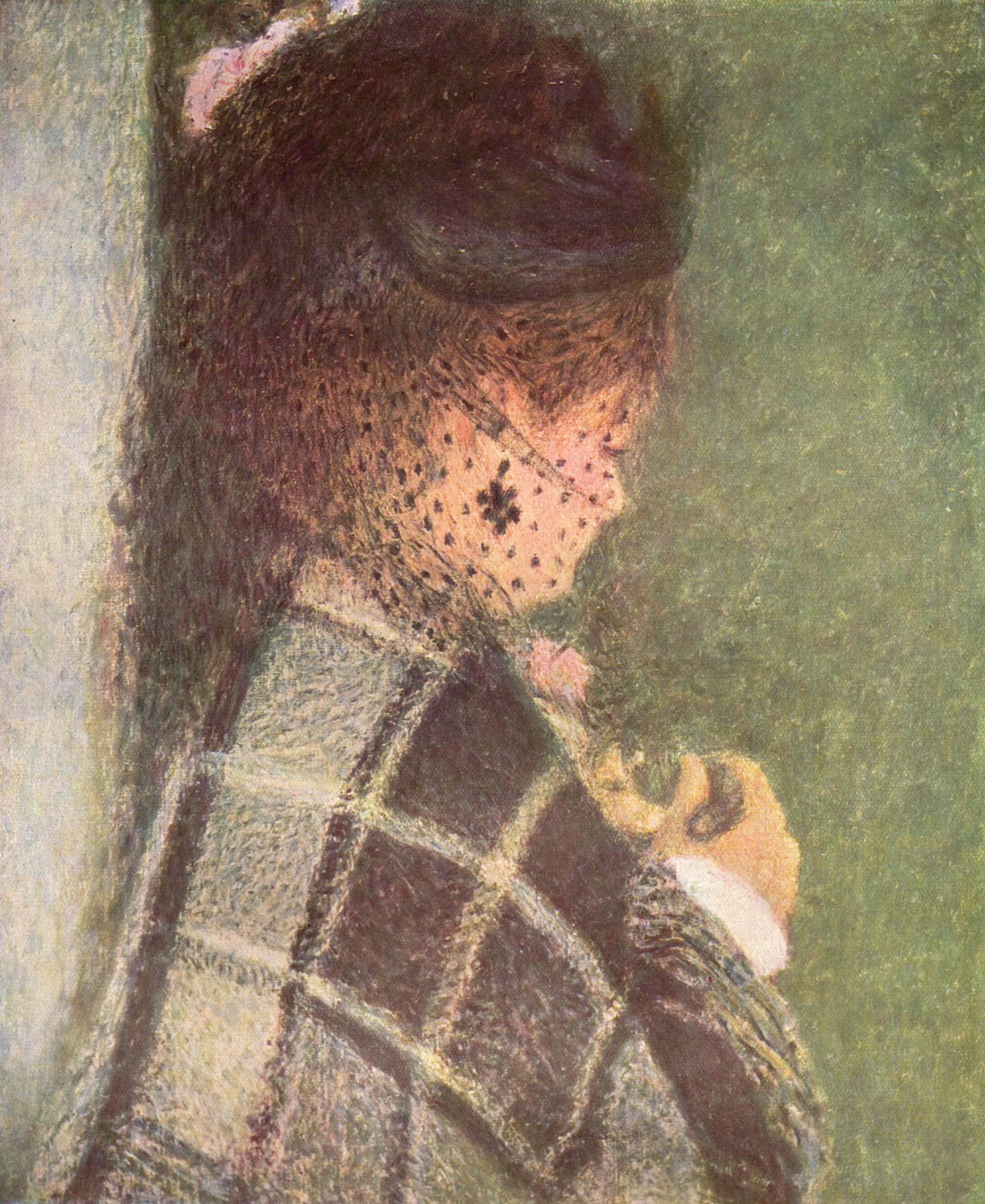
Giovane donna con veletta Pierre-Auguste Renoir 1876

La veletta è un accessorio di abbigliamento femminile che correda un cappello. Consiste in una striscia di rete leggera, molto trasparente (con i rombi larghi 3–6 mm) che viene fissata provvisoriamente su un cappellino, con un nodo o uno spillone, in modo che ricada davanti al volto.
Fece la sua apparizione nel corso del XIX secolo, ebbe la maggior diffusione sul termine del secolo fino agli anni '20, per scomparire dopo la seconda guerra mondiale (anche se, in nord Europa, ha ancora una qualche diffusione). Indossata dalle signore eleganti durante la Belle époque, passò ad essere segno di lutto nella versione nera – forse l'unico contesto in cui, in Italia, la si può ancora vedere oggi.